# Sóviet Supremo de la República Socialista Soviética de Kazajistán
El Sóviet Supremo de la República Socialista Soviética de Kazajistán (en kazajo: Қазақ КСР Жоғарғы Кеңесі, romanizado: Qazaq KSR Joǵarǵy Keńesi; en ruso: Верховный Совет Казахской ССР) fue el sóviet supremo (mayor órgano legislativo) de la República Socialista Soviética de Kazajistán, una de las repúblicas constituyentes de la Unión Soviética.

## Historia
Entre 1920 y 1936, antes de la creación Kazajistán como república constituyente de la Unión Soviética, el órgano legislativo y de poder estatal en República Autónoma Socialista Soviética de Kazajistán era Comité Ejecutivo Central (CEC). Tras la redacción de la constitución soviética en 1936, se estableció a Kazajistán como república de la Unión Soviética, y se creó al Sóviet Supremo como su nuevo órgano legislativo. Las primeras elecciones para la designación de sus diputados se llevaron a cabo el 24 de junio de 1938. El Sóviet Supremo de la República Socialista Soviética de Kazajistán tenía derecho a decidir todos los asuntos dentro de la jurisdicción de la república, y se le confiaban todos los poderes legislativos de la legislatura como órgano legislativo supremo en el territorio de la república. Tiene la autoridad para adoptar y modificar la Constitución de la República Socialista Soviética de Kazajistán, las leyes sobre diversas cuestiones de desarrollo económico, la vida económica y sociocultural, así como los actos jurídicos de carácter reglamentario, la composición del gobierno y todos los decretos que modifican la Constitución. El Sóviet Supremo aprobaba los planes estatales para el desarrollo económico y social de la República Socialista Soviética de Kazajistán, el presupuesto estatal y los informes sobre su implementación.

## Estructura

### Presídium
El presídium era el órgano con funciones legislativas encargado de dirigir al Sóviet Supremo durante los periodos entre sesiones de este. Los miembros de este eran elegidos por los diputados al inicio de cada convocatoria. Sus funciones eran convocar las sesiones del Sóviet Supremo, interpretar las leyes, otorgar títulos honoríficos y condecoraciones, relevar y designar a ministros locales a propuesta del Presidente del Consejo de Ministros, entre otras. Estaba formado por un presidente, dos vicepresidentes, un secretario y 15 miembros ordinarios. 

### Diputados
Los diputados del Sóviet Supremo de la RSS de Kazajistán eran electos sobre la base de sufragio universal, igual y directo en votación secreta por ciudadanos mayores de 18 años, en proporción de un diputado por cada 20,000 habitantes.

## Facultades
El Sóviet Supremo de la República Socialista Soviética de Kazajistán elegía un Presídium responsable ante él, y también formaba al Gobierno; elegía al Consejo de Ministros de la República Socialista Soviética de Kazajistán, y a la Corte Suprema de la República Socialista Soviética de Kazajistán. También los diputados eligieron a los jefes de los comités ejecutivos locales y parcialmente a sus diputados, el estado mayor de mando de los distritos militares ubicados en el territorio de la RSS de Kazajistán.
Los deberes del Sóviet Supremo también consistían en:
- Modificar la Constitución de la República Socialista Soviética de Kazajistán y adoptar nuevas versiones;
- Publicar y aprobar los planes económicos nacionales y el presupuesto estatal de la república;
- Supervisar el estado y la gestión de las empresas subordinadas a la Unión y supervisarlas.

La forma principal de la actividad del Sóviet Supremo eran las sesiones, que el Presídium convocaba dos veces al año. Asimismo, ante solicitud del Presídium o a solicitud de un tercio de los diputados, se podían convocar sesiones extraordinarias y solemnes (dedicadas a fechas destacadas). El Sóviet Supremo formaba comisiones permanentes y temporales. Las leyes fueron aprobadas por mayoría de votos de los diputados que participaron en la reunión del Sóviet Supremo.

## Convocatorias
| Convocatoria      | Periodo   |
| ----------------- | --------- |
| I Convocatoria    | 1938-1946 |
| II Convocatoria   | 1947-1950 |
| III Convocatoria  | 1951-1954 |
| IV Convocatoria   | 1955-1959 |
| V Convocatoria    | 1959-1962 |
| VI Convocatoria   | 1863-1966 |
| VII Convocatoria  | 1967-1970 |
| VIII Convocatoria | 1971-1974 |
| IX Convocatoria   | 1975-1979 |
| X Convocatoria    | 1980-1984 |
| XI Convocatoria   | 1985-1989 |
| XII Convocatoria  | 1990-1991 |

## Presidente delPresídiumdel Sóviet Supremo de la RSS de Kazajistán
El presidente de la oficina del Presídium del Sóviet Supremo era el jefe de Estado de facto de la República Socialista Soviética de Kazajistán.
| Imagen | Imagen | Nombre                           | Inicio                   | Fin                      | Partido político  |
| ------ | ------ | -------------------------------- | ------------------------ | ------------------------ | ----------------- |
|        |        | Abdisamet Kazakpayev (1898-1959) | 17 de julio de 1938      | enero de 1947            | Partido Comunista |
|        |        | Iván Lukianets (1902-1994)       | enero de 1947            | 20 de marzo de 1947      | Partido Comunista |
|        |        | Daniyal Kerimbayev (1909-1982)   | 20 de marzo de 1947      | 23 de enero de 1954      | Partido Comunista |
|        |        | Nurtas Undasynov (1904-1989)     | 23 de enero de 1954      | 19 de abril de 1955      | Partido Comunista |
|        |        | Zhumabek Tashenev (1915-1986)    | 19 de abril de 1955      | 20 de enero de 1960      | Partido Comunista |
|        |        | Fazyl Karibzhanov (1912-1960)    | 20 de enero de 1960      | 25 de agosto de 1960     | Partido Comunista |
|        |        | Kapitolina Kryukova (1914-2002)  | 25 de agosto de 1960     | 3 de enero de 1961       | Partido Comunista |
|        |        | Isagali Sharipov (1905-1976)     | 3 de enero de 1961       | 5 de abril de 1965       | Partido Comunista |
|        |        | Sabir Niyazbekov (1912-1989)     | 5 de abril de 1965       | 20 de diciembre de 1978  | Partido Comunista |
|        |        | Isatai Abdukarimov (1923-2001)   | 20 de diciembre de 1978  | 14 de diciembre de 1979  | Partido Comunista |
|        |        | Sattar Imashev (1925-1984)       | 14 de diciembre de 1979  | 22 de febrero de 1984    | Partido Comunista |
|        |        | Andréi Plótnikov (1912-1991)     | 22 de febrero de 1984    | 22 de marzo de 1984      | Partido Comunista |
|        |        | Baiken Ashimov (1917-2010)       | 22 de marzo de 1984      | 27 de septiembre de 1985 | Partido Comunista |
|        |        | Salamat Mukashev (1927-2004)     | 27 de septiembre de 1985 | 9 de febrero de 1988     | Partido Comunista |
|        |        | Zakash Kamalidenov (1936-2017)   | 9 de febrero de 1988     | 6 de diciembre de 1988   | Partido Comunista |
|        |        | Vera Sidorova (Nacido en 1934)   | 6 de diciembre de 1988   | 10 de marzo de 1989      | Partido Comunista |
|        |        | Mahtái Sagdiev (1928-2012)       | 10 de marzo de 1989      | 22 de febrero de 1990    | Partido Comunista |

## Presidente del Sóviet Supremo de la RSS de Kazajistán
| Imagen | Imagen | Nombre                                | Inicio                   | Fin                      | Partido político  |
| ------ | ------ | ------------------------------------- | ------------------------ | ------------------------ | ----------------- |
|        |        | Salken Daulenov (1907-1984)           | 15 de julio de 1938      | 25 de septiembre de 1939 | Partido Comunista |
|        |        | Nurmujamed Bozzhanov (1906-1944)      | 25 de septiembre de 1939 | 16 de diciembre de 1944  | Partido Comunista |
|        |        | Gabdulla Chulanov (1907-1966)         | 16 de julio de 1945      | 18 de marzo de 1947      | Partido Comunista |
|        |        | Dzhakip-Bek Dzhangozin (1913-1969)    | 18 de marzo de 1947      | 28 de marzo de 1951      | Partido Comunista |
|        |        | Gabdulla Karzhaubayev (1904-1985)     | 28 de marzo de 1951      | 28 de marzo de 1955      | Partido Comunista |
|        |        | Shakir Karsybayev (1913-1995)         | 28 de marzo de 1955      | 27 de marzo de 1959      | Partido Comunista |
|        |        | Saktagan Baishev (1909-1982)          | 27 de marzo de 1959      | 20 de marzo de 1963      | Partido Comunista |
|        |        | Askar Zakarin (1908-1990)             | 20 de marzo de 1963      | 11 de abril de 1967      | Partido Comunista |
|        |        | Shajmardán Yesénov (1927-1994)        | 11 de abril de 1967      | 13 de agosto de 1974     | Partido Comunista |
|        |        | Gabit Musirepov (1902-1985)           | 13 de agosto de 1974     | 16 de julio de 1975      | Partido Comunista |
|        |        | Sattar Imashev (1925-1984)            | 16 de julio de 1975      | 13 de diciembre de 1979  | Partido Comunista |
|        |        | Kiilibái Medeubékov (1929-2015)       | 13 de diciembre de 1979  | 22 de febrero de 1990    | Partido Comunista |
|        |        | Nursultán Nazarbáyev (Nacido en 1940) | 22 de febrero de 1990    | 24 de abril de 1990      | Partido Comunista |
|        |        | Erik Asanbéyev (1936-2004)            | 24 de abril de 1990      | 16 de octubre de 1991    | Partido Comunista |
|        |        | Serikbolsyn Abdildin (1937-2019)      | 16 de octubre de 1991    | 16 de diciembre de 1991  | Partido Comunista |